# Моніка Райнах
Моніка Райнах (англ. Monica Reinach; нар. 29 вересня 1966) — колишня південноафриканська тенісистка.
Найвищу одиночну позицію світового рейтингу — 243 місце досягла 21 грудня 1986, парну — 75 місце — 8 червня 1987 року.
Здобула 10 парних титулів туру ITF.
Найвищим досягненням на турнірах Великого шолома було 3 коло в парному розряді.
Завершила кар'єру 1991 року.

## Фінали ITF
| Легенда         |
| --------------- |
| турніри $25,000 |
| турніри $10,000 |

### Парний розряд (10–3)
| Результат | No  | Дата              | Турнір                                 | Покриття | Партнерка               | Суперниці у фіналі               | Рахунок       |
| Перемога  | 1.  | 9 грудня 1984     | Кінгстон-апон-Галл, Велика Британія    | Тверде   | Елна Рейнах             | Кеті Драрі Еллінор Лайтбоді      | 6-3, 6-3      |
| Перемога  | 2.  | 15 квітня 1985    | Камберленд (графство), Велика Британія | Тверде   | Елна Рейнах             | Лоррейн Ґрейсі Мартіна Райнгардт | 6-2, 6-4      |
| Перемога  | 3.  | 28 квітня 1985    | Hatfield, Велика Британія              | Тверде   | Елна Рейнах             | Лі Сіньї Чжун Ні                 | 2-6, 6-2, 9-7 |
| Поразка   | 4.  | 6 травня 1985     | Борнмут, Велика Британія               | Тверде   | Елна Рейнах             | Лі Сіньї Чжун Ні                 | 7–5, 5–7, 4–6 |
| Перемога  | 5.  | 20 травня 1985    | Бат (Англія), Велика Британія          | Ґрунт    | Елна Рейнах             | Белінда Борнео Джой Тейкон       | 6–3, 6–3      |
| Перемога  | 6.  | 14 липня 1985     | Мірамар (Флорида), США                 | Тверде   | Лусіана Корсато-Овсянка | Джекі Мастерс Мішелл Парун       | 6-3, 4-6, 6-3 |
| Перемога  | 7.  | 29 вересня 1985   | Балтимор, США                          | Тверде   | Мері Дейлі              | Діенн Генсел Керол Вотсон        | 7-5, 6-4      |
| Поразка   | 8.  | 10 січня 1986     | Маямі, США                             | Тверде   | Елна Рейнах             | Яна Новотна Осава Фукіко         | 7-6, 2-6, 2-6 |
| Поразка   | 9.  | 19 квітня 1986    | Камберленд (графство), Велика Британія | Тверде   | Джой Тейкон             | Джейн Вуд Белінда Борнео         | 4–6, 3–6      |
| Перемога  | 10. | 27 квітня 1986    | Гатфілд, Велика Британія               | Тверде   | Джой Тейкон             | Катрін Єкселл Гелена Олссон      | 6–1, 5–7, 6–3 |
| Перемога  | 11. | 17 листопада 1986 | Йоганнесбург, ПАР                      | Тверде   | Елна Рейнах             | Мері Дейлі Діанне Ван Ренсбург   | 1–6, 6–1, 6–3 |
| Перемога  | 12. | 15 грудня 1986    | Йоганнесбург, ПАР                      | Тверде   | Елна Рейнах             | Кейті Рікетт Валда Лейк          | 6–4, 6–2      |
| Перемога  | 13. | 5 березня 1989    | Преторія, ПАР                          | Тверде   | Рене Менц               | Мішель Андерсон Лінда Барнард    | 6–1, 2–6, 6–4 |